# Мийбулацький сільський округ
Мийбула́цький сільський округ (каз. Мыйбұлақ ауылдық округі, рос. Мыйбулакский сельский округ) — адміністративна одиниця у складі Улитауського району Улитауської області Казахстану. Адміністративний центр — село Мийбулак.
Населення — 525 осіб (2021; 903 у 2009, 972 у 1999, 1326 у 1989).
Станом на 1989 рік існувала Мийбулацька сільська рада (села Аккенсе, Апакай, Баймирза, Курактиколь, Мийбулак, Тезекбай) з центром у селі Аккенсе ліквідованого Джездинського району. 2007 року були ліквідовані села Алаколь, Баймирза, Курактиколь, Тезекбай.

## Склад
До складу округу входять такі населені пункти:
| Населений пункт   | Населення, осіб (1989) | Населення, осіб (1999) | Населення, осіб (2009) | Населення, осіб (2021) |
| ----------------- | ---------------------- | ---------------------- | ---------------------- | ---------------------- |
| Аккенсе, село     | 244                    | 341                    | 205                    | 176                    |
| Апакай, село      | 172                    | 47                     | -                      | -                      |
| Баймирза, село    | 48                     | 25                     | -                      | -                      |
| Каракайин, село   | -                      | 79                     | -                      | -                      |
| Курактиколь, село | 150                    | -                      | -                      | -                      |
| Мийбулак, село    | 563                    | 631                    | 698                    | 349                    |
| Тезекбай, село    | 149                    | 88                     | -                      | -                      |